# Heißleiter
Ein Heißleiter, NTC-Widerstand oder NTC-Thermistor (englisch Negative Temperature Coefficient Thermistor) ist ein temperaturabhängiger Widerstand, welcher zu der Gruppe der Thermistoren zählt. Seine wesentliche Eigenschaft ist sein negativer Temperaturkoeffizient des elektrischen Widerstands; er leitet also bei hohen Temperaturen den elektrischen Strom besser als bei tiefen Temperaturen.
Das Gegenstück von Heißleitern sind Kaltleiter, die bei niedrigeren Temperaturen besser leiten und einen positiven Temperaturkoeffizienten aufweisen.

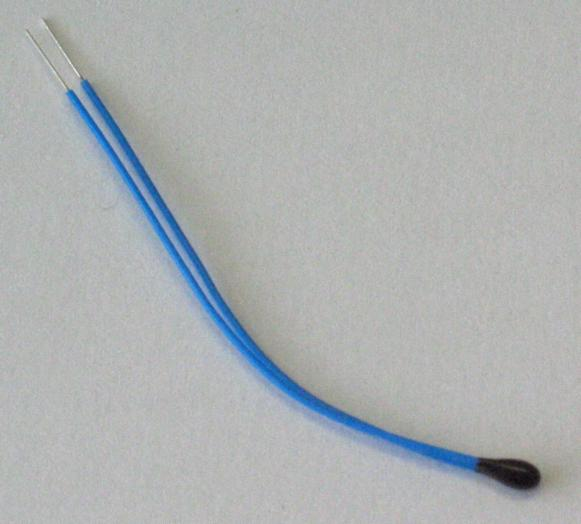
Heißleiter in Tropfen-Bauform als Temperatursensor

## Allgemeines

Schaltzeichen eines Heißleiters

Heißleitendes Verhalten zeigen reine Halbleitermaterialien, einige Verbindungshalbleiter und verschiedene metallische Legierungen. NTC-Widerstände aus Metalloxiden bestehen üblicherweise aus mit Bindemitteln versetzten, gepressten und gesinterten Metalloxiden von Mangan, Nickel, Kobalt, Eisen, Kupfer oder Titan. Früher wurden Heißleiter auch aus Urandioxid gefertigt (Urdox-Widerstände), siehe auch Heizkreisregelröhre. 
NTCs dienen als Temperatursensor oder als Einschaltstrombegrenzer. Um die typisch perlenförmigen Temperatursensor-NTCs zu kontaktieren, kommen Drähte aus einer Platinlegierung oder aus Nickel/Eisen zum Einsatz. Sie verbinden sich beim Sintern der Perlen mit dem NTC-Material. Andere Bauformen sind Scheiben, SMD-Chips oder zylindrische Formen – sie werden mittels metallisierter Oberflächen kontaktiert.

## Anwendungen
Heißleiter werden unter anderem als Temperatursensoren wie Widerstandsthermometer oder zur Temperaturkompensation elektronischer Schaltungen eingesetzt. In Kraftfahrzeugen werden Heißleiter z. B. als Motortemperaturfühler verwendet. Moderne NTCs haben nur noch geringe Toleranzen. Bei hohen Genauigkeitsanforderungen sind diese Sensoren auch bei gleichem Nennwert aufgrund der Exemplarstreuung ohne Neuaufnahme der Kennlinie (Kalibrierung) oder Justierung des verwendenden Geräts jedoch nicht einfach austauschbar.
Heißleiter werden auch zur Begrenzung von Einschaltströmen angewandt. Ein Heißleiter in der Zuleitung eines elektrischen Geräts ist vor dem Einschalten kalt, leitet somit schlecht und verringert bei dem Einschaltvorgang den Einschaltstrom. Nach dem Einschalten erwärmt er sich durch den Stromfluss und verliert seinen hohen Anfangswiderstand, womit das elektrische Gerät die volle elektrische Leistung erreicht. Heißleiter kamen früher auch in Heizkreisregelröhren zum Einsatz.

### Grundlagen
Heißleiter gibt es mit eher flacher nichtlinearer Kennlinie für Messaufgaben und mit einer in einem bestimmten Temperaturbereich sehr steilen Kennlinie für die Einschaltstrombegrenzung. Widerstand und Kennlinie werden durch folgende drei Herstellungsparameter beeinflusst:
1. Mischungsverhältnis von Oxiden verschiedener Kristallstruktur
2. Dotierung der Metalloxide
3. Stöchiometrieabweichungen der Oxide – variierbar durch die Brennatmosphäre (Sauerstoffgehalt) und die Abkühlgeschwindigkeit

Es entstehen thermisch leicht aktivierbare Fehlstellen, sodass die Stromleitung stark mit der Temperatur zunimmt.
Es gilt näherungsweise:
{\displaystyle R_{\mathrm {T} }=R_{\mathrm {N} }\cdot \mathrm {e} ^{B\left({\frac {1}{T}}-{\frac {1}{T_{\mathrm {N} }}}\right)}\quad \Leftrightarrow \quad {\frac {1}{T}}={\frac {1}{T_{\mathrm {N} }}}+{\frac {1}{B}}\;\ln {\frac {R_{\mathrm {T} }}{R_{\mathrm {N} }}}}
mit
{\displaystyle B={\frac {E_{\mathrm {A} }}{k_{\mathrm {B} }}}}
Die einzelnen Formelzeichen stehen für folgende Größen:
| {\displaystyle R_{\mathrm {T} }} | Widerstand bei der Temperatur {\displaystyle T}                             |
| {\displaystyle R_{\mathrm {N} }} | Nennwiderstand bei Nenntemperatur                                           |
| {\displaystyle T}                | absolute Betriebstemperatur                                                 |
| {\displaystyle T_{\mathrm {N} }} | Nenntemperatur (meist 25 °C, das heißt 298,15 K)                            |
| {\displaystyle E_{\mathrm {A} }} | Aktivierungsenergie, einstellbar über die Bandlücke des Halbleitermaterials |
| {\displaystyle k_{\mathrm {B} }} | Boltzmannkonstante                                                          |
| {\displaystyle \mathrm {e} }     | Eulersche Zahl                                                              |

{\displaystyle B} ist eine Materialkonstante und wird vom Hersteller ebenso wie der Nennwiderstand im Datenblatt angegeben. Sie liegt etwa zwischen 2000 K und 5000 K. {\displaystyle R_{\mathrm {N} }} wird in einem Bereich über mehrere Zehnerpotenzen angeboten.
Eine bessere Annäherung an die Temperatur-Widerstands-Beziehung eines Heißleiters lässt sich durch die Steinhart-Hart-Gleichung angeben:
{\displaystyle {\frac {1}{T}}=A_{0}+A_{1}\;\ln {\frac {R_{\mathrm {T} }}{R_{\mathrm {N} }}}+A_{3}\;\left(\ln {\frac {R_{\mathrm {T} }}{R_{\mathrm {N} }}}\right)^{3}}
oder als Zahlenwertgleichung
{\displaystyle {\frac {1}{\{T\}}}=a+b\,\ln(\{R_{\mathrm {T} }\})+c\,\ln ^{3}(\{R_{\mathrm {T} }\})}
Der Zahlenwert {\displaystyle \{R_{\mathrm {T} }\}} des Widerstands muss dabei zur Maßeinheit Ohm angegeben werden, der Zahlenwert {\displaystyle \{T\}} der Temperatur zur Einheit Kelvin.
Weitere Kennzeichen sind
- der Eigenerwärmungskoeffizient – angegeben in °C/mW – oder der Wärmeleitwert (dissipation factor) – angegeben in mW/°C – als Maß für die Eigenerwärmung infolge des Stromes,
- die Ansprechzeit, nach der eine sprunghafte Änderung der Temperatur des Messgutes zu einem gegebenen Prozentsatz vom Fühler übernommen worden ist, oder Abkühlzeitkonstante für die Dauer einer Teilabkühlung des Fühlers nach einem Abschalten des Stromes.

Diese Kennzeichen sind abhängig von der Beschaffenheit des Messgutes (Luft, Flüssigkeit) und dessen Strömungsgeschwindigkeit.